# Glasgarten
Glasgarten ist ein Lied der deutschen Darkwave-Band Goethes Erben, in Zusammenarbeit mit dem deutschen Synthiepop-Musiker Peter Heppner. Das Stück ist die zweite Singleauskopplung aus ihrem achten Studioalbum Nichts bleibt wie es war.

## Entstehung und Artwork
Geschrieben wurde das Lied von den beiden Goethes Erben-Mitgliedern Oswald Henke und Mindy Kumbalek, Peter Heppner und Jürgen Jansen. Arrangiert, aufgenommen, gemischt und produziert wurde die Single eigens durch Letzteren; einige Soundaufnahmen erfolgten zusammen mit Axel Ermes. Die Single wurde unter dem Musiklabel Zeitbombe veröffentlicht, durch Budde Zwei Edition und Candyland Edition verlegt sowie durch Indigo vertrieben. Die Aufnahmen und Produktionsarbeiten erfolgten im Hamburger Candyland Tonstudio. Auf dem weiß gehaltenen Cover der Maxi-Single ist – neben Künstlernamen und Liedtitel – eine Blume aus Glas zu sehen. Auf dem Cover einer limitieren Maxi-Single erschien das Bild mit einem schwarzen Hintergrund.

## Veröffentlichung und Promotion
Die Erstveröffentlichung von Glasgarten erfolgte am 22. Dezember 2001 in Deutschland, Österreich und der Schweiz. Die reguläre Maxi-Single beinhaltet neben der Singleversion zusätzlich die Album- und eine sogenannte „Traumversion“ zu Glasgarten, sowie eine reduzierte Version des Liedes Vermißter Traum und ein Musikvideo zur vorangegangenen Singleveröffentlichung Der Eisturm, als B-Seite. Eine zeitgleich veröffentlichte „Limited-Edition“ der Maxi-Single enthält zusätzlich zwei Liveaufnahmen der Lieder Die Tür in die Vergangenheit und Pascal lacht.

## Hintergrund
Glasgarten war ein Stück von Goethes Erben, welches schon weit vor seiner Veröffentlichungen entstand. Es war zuvor auf keinem Album zu finden, sondern wurde lediglich auf vereinzelten Konzerten gespielt. Mindy Kumbalek gab an, dass für dieses Stück immer irgendwas gefehlt hätte. Sie suchten eine markante, schöne Stimme, die auch richtig singen kann und einfach einen Gegenpart zu Oswald Henkes Sprechgesang darstellt. Sie kamen auf Peter Heppner, weil er eine warme, schöne Stimme besäße. Goethes Erben haben eine Demoaufnahme des Liedes an Heppner geschickt, welcher gleich ein paar Wochen später eine CD mit seinen eigenen Ideen zu Glasgarten zurückschickte. Die Singleversion weicht stark von der Albumversion ab, was daran liegt, dass Anfangs nur ein Gesangsbeitrag für das Album geplant war.
2018 erzählte Heppner in einem Interview mit Radio Schwarze Welle, dass die sofortige Zusage zur Zusammenarbeit unter einem „lustigen“ Hintergrund stand. Es sei ganz „lustig“ gewesen, weil das allererste Buch, das er in seinem Leben gelesen habe, ein Kinderbuch gewesen sei – eines über ein kleines Korkmännchen und seine Welt, die komplett aus Glas besteht. Das Verrückte sei gewesen, dass  ihm die Vorstellung eines „Glasgartens“ deshalb schon seit 20 Jahren völlig gängig gewesen sei, als Henke sein Anliegen an ihn heran trug. Heppner musste es alleine deswegen schon machen, weil ihm das so vertraut war. Er sei mit dieser Vorstellung von Glasgärten und Glasstädten, Glaswäldern und Glaswelten usw. groß geworden und fühlte sich sofort in dem Lied zu Hause.

## Inhalt
Der Liedtext zu Glasgarten ist in deutscher Sprache verfasst. Die Musik wurde von Jürgen Jansen und Mindy Kumbalek, der Text von Oswald Henke und Peter Heppner verfasst. Musikalisch bewegt sich das Lied im Bereich des Synthiepops. Das Lied beginnt mit dem Refrain, der von Heppner gesungen wird. Danach folgt die erste Strophe von Henke, die im Sprechgesang interpretiert wird, dabei ist im Hintergrund fast durchgehend die Stimme Heppners zu hören. Der darauf folgende Refrain wird von beiden interpretiert, wobei das Hauptaugenmerk auf Heppner liegt. Beide singen einen verschiedenen Text, wobei Henke nur minimal im Hintergrund wahrzunehmen ist. Danach folgen die zweite Strophe und der dritte Refrain nach demselben Schema. Die dritte Strophe wird solo von Heppner gesungen ehe der letzte gemeinsame Refrain folgt.
| „Ganz aus Glas, kalt wie Eis, jeder Baum im Glasgarten. Blüten rein wie Kristall, jeder Ton im Glasgarten.“ – Refrain Heppner, Originalauszug | „Nur der Mond weist den Weg zum Morgen, erlaubt der Sonne einen neuen Tag. Im Glasgarten küsst der Mond das Licht.“ – Refrain Henke, Originalauszug |

## 1302km Island – Auf der Suche nach dem Glasgarten
| Goethes Erben / Heppner: 1302km Island – Auf der Suche nach dem Glasgarten | Goethes Erben / Heppner: 1302km Island – Auf der Suche nach dem Glasgarten |
| -------------------------------------------------------------------------- | --- |
| Label:                                                                     | Blindhead Enterprises |
| Format:                                                                    | DVD |
| Genre:                                                                     | Musikfilm/Dokumentation |
| Jahr:                                                                      | 22. Oktober 2001 |
| Laufzeit:                                                                  | ca. 34 Min. |
| Besetzung:                                                                 | - Bass: Cornelius Sturm - Bass, Gitarre: Matthias Konrad - Gesang: Oswald Henke, Peter Heppner - Gitarre: Carsten Klatte - Keyboard: Mindy Kumbalek - Perkussion, Schlagzeug: Markus Köstner - Violine: Susanne Reinhardt |
| FSK:                                                                       | ab 0 Jahren |
| Technische Daten                                                           | |
| TV-Norm:                                                                   | PAL |

1302km Island – Auf der Suche nach dem Glasgarten ist eine DVD mit Inhalt zur Singleveröffentlichung Glasgarten. Im Mittelpunkt des Musikfilmes steht das Making-of des Musikvideodrehs zu Glasgarten. Darüber hinaus findet sich das dazugehörige Musikvideo, sowie ein Musikvideo zur vorangegangenen Singleveröffentlichung Der Eisturm, auf der DVD wider. Es handelt sich hierbei um ein auf 1.000 Einheiten limitiertes Sammlerstück.
Die Filmaufnahmen und Dreharbeiten tätigten die Interpreten, zusammen mit Ulrike Rank, in Eigenregie. Gemastert wurde die DVD durch Jochen Schoberth von den Etage Studios. Die DVD wurde unter dem Label Blindhead Enterprises veröffentlicht und durch Strange Ways Records vertrieben. Auf dem dunkel gehaltenen Cover sind – neben Künstlernamen und Liedtitel – Screenshots, vor dem Hintergrund einer Landschaftsaufnahme, zu sehen. Die Fotografien stammen von Heppner, die Artworkarbeiten von Rank.
Titelliste
1. Glasgarten (4:11 min.)
2. 1302km Island – Auf der Suche nach dem Glasgarten (25:48 min.)
3. Der Eissturm (4:25 min.)

Musikvideo
Das Musikvideo zu Glasgarten wurde Mitte September 2001 auf Island gedreht und feierte im Oktober 2001 seine Premiere. Zu sehen sind Goethes Erben und Peter Heppner, die das Lied an verschiedenen Sehenswürdigkeiten singen. Der Dreh erstreckte sich insgesamt über vier Tage. Die Gesamtlänge des Videos beträgt 4:11 Minuten. Regie führten Oswald Henke, Peter Heppner, Mindy Kumbalek und Ulrike Rank. Produziert wurde das Video von Erben Rank Enterprises.
Drehorte
- Jökulsárlón (Gletschersee)
- Skaftafellsjökull (10 km lange und 2,5 km breite Gletscherzunge des Vatnajökull)
- Skógafoss (Wasserfall des Flusses Skógá)
- Geysir (Thermalquelle)
- Bláa Lónið (Thermalbad)

## Mitwirkende
| Liedproduktion - Axel Ermes: Co-Tonmeister - Oswald Henke: Gesang, Liedtexter - Peter Heppner: Gesang, Liedtexter - Jürgen Jansen: Abmischung, Arrangement, Komponist, Musikproduzent, Tonmeister - Carsten Klatte: Gitarre - Markus Köstner: Perkussion, Schlagzeug - Matthias Konrad: Bass, Gitarre - Mindy Kumbalek: Komponist - Susanne Reinhardt: Violine - Cornelius Sturm: Bass Unternehmen - Budde Zwei Edition: Verlag - Candyland: Tonstudio - Candyland Edition: Verlag - Indigo: Vertrieb - Zeitbombe: Musiklabel | Musikvideo - Oswald Henke: Drehbuch, Kamera, Regisseur, Schnitt - Peter Heppner: Drehbuch, Fotograf (Cover), Kamera, Regisseur, Schnitt - Mindy Kumbalek: Drehbuch, Kamera, Regisseur, Schnitt - Ulrike Rank: Artwork (Cover), Drehbuch, Kamera, Regisseur, Schnitt - Jochen Schoberth: Mastering - Blindhead Enterprises: Label - Erben Rank Enterprises: Filmproduzent - Strange Ways Records: Vertrieb |

## Rezensionen
Das deutschsprachige E-Zine Plattentests.de bewertete das Gesamtprodukt Nichts bleibt wie es war mit vier von zehn Punkten, wobei sie Glasgarten neben Fleischschuld als eines von zwei „Highlights“ hervorhoben. Oliver Ding kam zum Entschluss, das Heppner mit seiner Stimme dem Lied „ein wenig Schönheit geschenkt habe“.

## Chartplatzierungen
Glasgarten erreichte in Deutschland Rang 62 der Singlecharts und konnte sich drei Wochen in den Top 100 platzieren. In Österreich und der Schweiz blieb ein Charteintritt bis heute verwehrt.
Für Goethes Erben ist dies bis heute der einzige Single-Charterfolg. Für Heppner als Interpret ist dies nach Die Flut und Dream of You der dritte Charterfolg in Deutschland sowie der siebte Charterfolg als Liedtexter.

## Trivia
Henke, Heppner und Rank arbeiteten im Jahr 2021 erneut zusammen und nahmen das Hörspiel Ralf Rabinski …geht zu Fuß auf. Es handelt sich dabei um den Start einer neuen Kinderhörspielreihe über die Abenteuer des „Ralf Rabinski“, einem Rabenkücken. Das Hörspiel basiert auf der Idee von Rank.